# Nagy Ervin (színművész)
Nagy Ervin (Dunaújváros, 1976. szeptember 25. –) Jászai Mari-díjas magyar színművész, szinkronszínész, televíziós személyiség és producer.

## Életpályája
Elmondása szerint negyedrészben a nagybaconi Nagy család leszármazottja.
Szülei elsőosztályú sportolók voltak. Édesanyja, Kecskeméti Margit az első dunaújvárosi kézilabdázó, aki Pro Urbe-díjat kapott. Édesapja, id. Nagy Ervin labdarúgó 1973-ig volt a Kohász csapatának hátvédje, illetve középpályása, előtte pedig NB I-es játékos volt a Tatabánya (1962) és az MTK (1966–67) csapataiban; labdarúgó pályafutását a Dunaújvárosi Építőkben fejezte be.
1999-ben, Máté Gábor és Horvai István osztályában végzett a Színház- és Filmművészeti Főiskolán, majd a Budapesti Katona József Színház szerződtette. Itt 2020-ig volt társulati tag. Sokoldalú művész, több szerepkörben kapott bizonyítási lehetőséget, sikerült elkerülnie az alkatának megfelelő skatulyákat.
Prózai színészként és énekes szerepekben is nagy sikert aratott. A Szegedi Szabadtéri Játékokon a rendező, Eszenyi Enikő rábízta a Marica grófnő táncos-komikus szerepét, partnere Lukács Gyöngyi világhírű operaénekes volt. Kivételes mozgáskultúráját Bozsik Yvette produkciójában gazdagíthatta. A legjobb fizikai adottságú színészek között tartják számon. A talizmán, illetve a Ledarálnakeltűntem című darabokban akrobatikus betétekkel ejtette ámulatba a közönséget.
Sokat foglalkoztatott filmszínész annak ellenére, hogy a színházi feladatokat helyezi előtérbe. Első komolyabb filmes sikerét A Hídember című filmben érte el Kossuth Lajos szerepének megformálásáért.
2009-ben a Varázsfuvolában Papageno szerepét alakította. Partnerei világhírű operaénekesek voltak, többek között Miklósa Erika és Polgár László.
2010 májusában született gyermeke. Szeretne az apaszerepben is megfelelni, ezért anyaszínházától egy évre "kikérte" magát. Ebben az időszakban új szerepet nem kezdett el próbálni.
2020-ban szerepelt az RTL Klub Álarcos Énekes című műsorában, amelyben ő volt a Robot, és ezüstérmes lett. A második évadban mint detektív tért vissza beugróként. Gáspár Lacit helyettesítette, aki a COVID-19 miatt nem vehetett részt a forgatáson. A harmadik évadtól kezdve nyomozó.

### Magánélete
Közel tíz évig élt házasságban Váczi Rozival. 2010-ben született meg kislányuk, Lola. 2016-ban elváltak. 2016-tól élettársa Borbély Alexandra színésznő, akivel 2019-ben eljegyezték egymást, 2021-ben összeházasodtak. 2022 októberében megszületett két kislányukː Franciska és Elza.

## Szerepek

### Színház
Katona József Színház
- Gombrovicz: Yvonne, burgundi hercegnő
- Klíma: Alulról az ibolyát (rendőr)
- Lőrinczy Attila: Balta a fejbe (Richárd)
- Fallada: Mi lesz veled, emberke? (Kessler)
- Tasnádi István: Közellenség (Vencel)
- Stoppard: Rosencrantz és Guildenstern halott (színész)
- Molnár Ferenc: Játék a kastélyban (Ádám)
- Nestroy: Talizmán (Titusz)
- Brecht–Weill: Koldusopera (Szomorúfűz Walter)
- Euripidész: Bakkhánsnők (Dionüszosz)
- Weöres Sándor: Szent György és a sárkány (Lauro)
- Goethe: Stella (postakocsis)
- Schnitzler: Távoli vidék (Otto)
- Getting Horny:[14] Dionüszosz II.)
- Kleist: Bosszú (Ottokár)
- Dosztojevszkij: Az idióta (Rogozsin)
- Shakespeare: Troilus és Cressida (Achilles)
- Zelenka: Hétköznapi őrületek
- Vinnai András-Bodó Viktor: Ledarálnakeltűntem
- Spiró György: Koccanás (Segédmunkás, Ételszállító, Maffiózó, Turista, Bőrfejű, Tüntető)
- Mi ez a hang (Dzsessztetés)
- Goldoni: A karnevál utolsó éjszakája (Augustin, takácsmester)
- Egressy Gábor: Halljátok végszavam: ártatlan vagyok -irodalmi összeállítás
- Gorkij: Barbárok (Cserkun, Jegor Petrovics)
- Shaw: A hős és a csokoládékatona (Szergej Szaranov, őrnagy)
- Ödön von Horváth: Mesél a bécsi erdő (Alfréd)
- Georg Büchner - Robert Wilson - Tom Waits - Kathleen Brennan: Woyzeck (Ezreddobos)
- Musik, Musikk, Musique
- Goethe: Faust I-II (több szerep)
- Csehov: 
  - Ivanov (Borkin ispán)
  - Sirály (Trigorin)
- Joël Pommerat: A két Korea újraegyesítése
- Pintér Béla: A bajnok
- Duncan Macmillan: Lélegezz

Bozsik Yvette táncjátékaiban
- János Vitéz (János Vitéz II)
- Playground

Vendégként
- Táp Színház
  - Bona
  - Lemegy a Nap – Minden Rossz Varieté
  - TÁP Varieté, Performance és Színház
  - Clübb bizárr örfeüm
- Belvárosi (Befogadó) Színház[15]
  - Dan Gordon: Esőember (Charlie Babbitt)
  - Avery Corman: Ktamer kontra Kramer
- Térey János: Asztalizene (Kálmán) – Radnóti Színház
- Kálmán Imre: Marica grófnő (Báró Zsupán Kálmán) – Dóm tér, Szeged
- Sam Bobrick–Julie Stein: Csókol anyád! (Scheldon Levine) – Thália Színház
- Mozart: A varázsfuvola (Papageno) - Vígszínház - Magyar Állami Operaház produkció
- Shakespeare: Makrancos Kata (Petruchio) - Vígszínház

## Filmográfia

### Film
| Év   | Cím                                            | Szerep                                                                     | Megjegyzés          |
| ---- | ---------------------------------------------- | -------------------------------------------------------------------------- | ------------------- |
| 1998 | Ámbár tanár úr                                 | Selmeczi Géza                                                              |                     |
| 1999 | Közel a szerelemhez                            |                                                                            |                     |
| 2000 | Nincsen nekem vágyam semmi                     | Brúnó                                                                      |                     |
| 2002 | A Hídember                                     | Kossuth Lajos                                                              |                     |
| 2002 | Somlói galuska – kis pesti filmmese 15 percben |                                                                            | Rövidfilm           |
| 2002 | Párhuzamos töredék                             |                                                                            |                     |
| 2002 | „Párhuzamos töredék”: családi legendárium      |                                                                            | Dokumentumfilm      |
| 2002 | El robador                                     |                                                                            | Rövidfilm           |
| 2003 | Libiomfi                                       | Színész a válogatáson                                                      |                     |
| 2004 | Szezon                                         | Virág                                                                      |                     |
| 2004 | Mélyen őrzött titkok                           | Józsi                                                                      |                     |
| 2004 | Fluxus                                         | N/A                                                                        | Narrátor            |
| 2004 | A temetetlen halott                            |                                                                            |                     |
| 2004 | Állítsátok meg Terézanyut!                     | Péter                                                                      |                     |
| 2005 | Ők                                             | Férfi                                                                      | Kísérleti film      |
| 2005 | 15 perc hírnév                                 |                                                                            | Animációs rövidfilm |
| 2006 | Aki önmaga legnagyobb ellenfele volt           | Önmaga                                                                     | Dokumentumfilm      |
| 2006 | Megélni és megírni…                            | Önmaga                                                                     | Dokumentumfilm      |
| 2006 | Mansfeld                                       | Fenyő főhadnagy                                                            |                     |
| 2007 | Overnight                                      | Süni                                                                       |                     |
| 2008 | Johann Nepomuk Nestroy: A Talizmán             | Titusz, a facér borbély                                                    | Színházfilm         |
| 2008 | Kaméleon                                       | Farkas Gábor                                                               |                     |
| 2009 | Pinprick                                       | Reyer                                                                      |                     |
| 2011 | Az ember tragédiája                            | Ifjú eretnek / Napoleon / Tanítvány / Első diák (szinkron)                 | Animációs film      |
| 2011 | Nekem lőttek                                   |                                                                            | Rövidfilm           |
| 2012 | A fiú                                          | Magyar kamionsofőr                                                         | Rövidfilm           |
| 2012 | East Side Stories                              |                                                                            | Archív felvételek   |
| 2014 | Fehér isten                                    | Hentes                                                                     |                     |
| 2014 | Játszótársak                                   | Ember a bárban                                                             | Rövidfilm           |
| 2015 | Szerdai gyerek                                 | Milos                                                                      |                     |
| 2017 | Testről és lélekről                            | Sanyi                                                                      |                     |
| 2017 | Kincsem                                        | Blaskovich Ernő                                                            |                     |
| 2017 | Hetedik alabárdos                              | Othello                                                                    |                     |
| 2018 | Valami Amerika 3.                              | Rezsó                                                                      |                     |
| 2019 | Drakulics elvtárs                              | Kun László                                                                 | Executive producer  |
| 2021 | Bűnös város                                    | Karcsi (?) a NERológus                                                     | Rövidfilm           |
| 2022 | Magyar hangja…                                 | Önmaga (Chris Hemsworth, Ryan Reynolds, Matthew McConaughey magyar hangja) | Dokumentumfilm      |

### Televízió

#### Sorozat és film
| Év        | Cím                                  | Szerep                | Megjegyzés                       |
| --------- | ------------------------------------ | --------------------- | -------------------------------- |
| 2000      | E.Tango                              | Énekes                | Televíziós film                  |
| 2004      | Hóesés a Vízivárosban                | Apa                   | Televíziós film                  |
| 2005      | Csodálatos vadállatok                | Dani                  | Televíziós film                  |
| 2005      | Történetek az elveszett birodalomból | Cselebi               | Televíziós film                  |
| 2006      | Megélni és megírni                   |                       |                                  |
| 2006      | Régimódi történet                    | Jablonczay Kálmán     | 2 epizód                         |
| 2007      | Kire ütött ez a gyerek?              | Barát a partin        |                                  |
| 2009      | Hajónapló                            | Kopasz                | Vendég; Epizód: Itthon           |
| 2012      | Terápia                              | Abonyi Máté           | 8 epizód                         |
| 2014      | Kossuthkifli                         |                       |                                  |
| 2016–2018 | Válótársak                           | Sáfár Péter           | Visszatérő                       |
| 2017      | Mária Terézia                        | Esterházy Pál         | 2 epizód; Minisorozat            |
| 2018–2022 | A tanár                              | Vasvári Szilárd       | Fő; kreatív producer (3–4. évad) |
| 2022–2023 | A Király                             | Zámbó Jimmy (idősebb) | főszereplő                       |
| 2023      | Mellékhatás                          | Zoli                  |                                  |

#### Műsor
| Év         | Cím                           | Szerepkör                | Csatorna       | Megjegyzés                                                 |
| ---------- | ----------------------------- | ------------------------ | -------------- | ---------------------------------------------------------- |
| 2009       | Aktív Extra                   | szereplő                 | TV2            | Vendég; 2 epizód                                           |
| 2009       | Reggeli gondolatok            | szereplő                 | TV2            | Vendég; Epizód: Varázsfuvola Nagy Ervinnel                 |
| 2011–2017  | Mokka                         | szereplő                 | TV2            | Vendég; 5 epizód                                           |
| 2011–2015  | Aktív                         | szereplő                 | TV2            | Vendég; 6 epizód                                           |
| 2011–2015  | Magyarország, szeretlek!      | játékos                  | M1/Duna        | Vendég; 2 epizód                                           |
| 2012       | Záróra                        | szereplő                 | M1             | Vendég; Epizód: Záróra / Nagy Ervinnel                     |
| 2013       | Életművész                    | műsorvezető              | M1             | Földes Eszterrel vezette; Vendég; Epizód: Első epizód      |
| 2013       | Ez zsír - Mini Magazinok      | szereplő                 | LifeTV         | Vendég; Epizód: Nagy Ervin több sportban is remekel        |
| 2013       | Egy kávé Szily Nórával        | szereplő                 | LifeTV         | Vendég; Epizód: Nagy Ervin                                 |
| 2016       | DTK: Elviszlek magammal       | szereplő                 | WMN Magazin    | Vendég; Epizód: Nagy Ervin                                 |
| 2015–2017  | FEM3 Café                     | szereplő                 | FEM3           | Vendég (2015); Mellék (2017); 2 epizód                     |
| 2017       | Alinda                        | szereplő                 | HírTV          | Vendég; Epizód: „Nagy Ervin és Borbély Alexandra”          |
| 2017       | ArcKép                        | szereplő                 | Story4         | Vendég; Epizód: Nagy Ervin                                 |
| 2017–2020  | Propaganda                    | szereplő                 | TV2/Propaganda | Vendég; 2 epizód                                           |
| 2017       | I/I Azurák Csabával           | szereplő                 | TV2            | Vendég; Epizód: Nagy Ervin                                 |
| 2017       | A Konyhafőnök VIP             | versenyző                | RTL Klub       | 11 epizód                                                  |
| 2018–jelen | Reggeli                       | szereplő                 | RTL Klub       | Vendég; 6 epizód                                           |
| 2019       | KrizShow                      | szereplő                 | ATV            | Vendég; Epizód: KrizShow Nagy Ervinnel                     |
| 2019       | Csak neked mondom             | szereplő                 | WMN Magazin    | Vendég; Epizód: „Lengyel Tamás és Nagy Ervin”              |
| 2019       | Start Plusz                   | szereplő                 | ATV            | Vendég; Epizód: 2019-07-21                                 |
| 2019       | Heti napló                    | szereplő                 | ATV            | Vendég; Epizód: 2019-07-27                                 |
| 2019       | Házon kívül                   | szereplő                 | ATV            | Vendég; Epizód: 2019-12-17                                 |
| 2019       | ATV Híradó                    | szereplő                 | ATV            | Vendég; Epizód: 2019-12-19                                 |
| 2020       | Álarcos énekes                | versenyző (Robot)        | RTL Klub       | 7 epizód; 1. évad                                          |
| 2020       | Insta Talks                   | szereplő                 | Lakástalkshow  | Epizód: Nagy Ervin                                         |
| 2020       | Toplista                      | szereplő                 | RTL Klub       | Vendég; Epizód: A magyar sorozatok legnépszerűbb szereplői |
| 2020       | Álarcos énekes                | zsűritag (vendégnyomozó) | RTL Klub       | Epizód: 2. évad 3. rész                                    |
| 2020       | Egyenes beszéd                | szereplő                 | ATV            | Vendég; Epizód: 2020-1026.                                 |
| 2020       | Életünk története             | szereplő                 | RTL Klub       | Vendég; Epizód: 1. évad 2. rész                            |
| 2020       | NőComment! - Szilveszter 2020 | szereplő                 | RTL II         | Vendég                                                     |
| 2021       | Mit nézel?                    | szereplő                 | RTL Most       | Vendég; Epizód: 2. rész (A tanár \| 3. évad)               |
| 2021       | Nagy szám                     | szereplő                 | RTL Klub       | Vendég; Epizód: 1. évad 6. rész                            |
| 2021       | Álarcos énekes                | zsűritag (nyomozó)       | RTL Klub       | 10 epizód; 3. évad                                         |
| 2021       | Bóta Café                     | szereplő                 | FIXTV          | Vendég; Epizód: NAGY ERVIN                                 |

### Videoklip
| Év   | Cím                               | Szerep                | Művész                       |
| ---- | --------------------------------- | --------------------- | ---------------------------- |
| 2019 | A noÁr Mi vagyunk!                | noÁr tag (Önmaga)     | noÁr                         |
| 2021 | NEMSZÁMÍTAPÉNZ #apumegvette #apu2 | 1. szórakoztató férfi | Wellhello                    |
| 2021 | Élni hívlak                       | Pultos (Önmaga)       | Hrutka Róbert és Molnár Áron |
| 2022 | TANÍTANI AKARUNK!                 | Tanár                 | noÁr                         |
| 2025 | Kell egy jobb ország              | Énekes                | Tisztelet és Szabadság Párt  |

### Sorozatbeli szinkronszerepei
- Monty Python Repülő Cirkusza - (1969 - 1974) - Graham Chapman
- A vadak ura - (1999 - 2001) - Dar - (Daniel Goddard)
- A Mester és Margarita - (2005) - Iván Nyikolajevics „Hontalan”
- Ki vagy, doki? (2005-2020) - Jack Harkness kapitány - (John Barrowman)
- Vészhelyzet (2003–2009) - Dr. Greg Pratt - (Mekhi Phifer)
- Én kicsi pónim: Varázslatos barátság - (2010-) Braeburn

### Film szinkronszerepei
{| class="wikitable sortable"
| Cím                                          | Szerep                 | A szinkronizált színész | Megjelenés éve |
| -------------------------------------------- | ---------------------- | ----------------------- | -------------- |
| Deadpool & Rozsomák                          | Wade Wilson / Deadpool | Ryan Reynolds           | 2024           |
| Tyler Rake: A kimenekítés                    | Tyler Rake             | Chris Hemsworth         | 2020           |
| Angry Birds 2: A film                        | Piros                  | Jason Sudeiklis         | 2019           |
| Men in Black - Sötét zsaruk a Föld körül     | H ügynök               | Chris Hemsworth         | 2019           |
| Vihar előtt                                  | Dill                   | Matthew McConaughey     | 2019           |
| Úriemberek                                   | Mickey Pearson         | Matthew McConaughey     | 2019           |
| Túltolva                                     | Moondog                | Matthew McConaughey     | 2019           |
| Six Underground - Hatan az alvilágból        | Egyes                  | Ryan Reynolds           | 2019           |
| Bosszúállók: Végjáték                        | Thor                   | Chris Hemsworth         | 2019           |
| Bosszúállók: Végtelen Háború                 | Thor                   | Chris Hemsworth         | 2018           |
| Pokémon – Pikachu, a detektív                | Pikachu                | Ryan Reynolds           | 2019           |
| A Grincs (film, 2018)                        | Grincs                 | Benedict Cumberbatch    | 2018           |
| Húzós éjszaka az El-Royale-ban               | Billy Lee              | Chris Hemsworth         | 2018           |
| Legendás állatok: Grindelwald bűntettei      | Gellert Grindelwald    | Johnny Depp             | 2018           |
| Deadpool 2.                                  | Wade Wilson/Deadpool   | Ryan Reynolds           | 2018           |
| Élet                                         | Rory Adams             | Ryan Reynolds           | 2017           |
| Thor: Ragnarök                               | Thor                   | Chris Hemsworth         | 2017           |
| Doctor Strange                               | Thor                   | Chris Hemsworth         | 2016           |
| Legendás állatok és megfigyelésük            | Gellert Grindelwald    | Johnny Depp             | 2016           |
| Szellemirtók                                 | Kevin                  | Chris Hemsworth         | 2016           |
| Deadpool                                     | Wade Wilson/Deadpool   | Ryan Reynolds           | 2016           |
| Angry Birds – A film                         | Piros                  | Jason Sudeikis          | 2016           |
| Énekelj!                                     | Buster Moon            | Matthew McConaughey     | 2016           |
| Bíborhegy                                    | Dr. Alan McMichael     | Charlie Hunnam          | 2015           |
| Vakáció                                      | Stone Crandall         | Chris Hemsworth         | 2015           |
| A tenger szívében                            | Owen Chase             | Chris Hemsworth         | 2015           |
| Üzlet bármi áron                             | Jim Spinch             | James Marsden           | 2015           |
| A pláza ásza Vegasban                        | Eduardo Furtillo       | Eduardo Verástegui      | 2015           |
| Mortdecai                                    | Charles Mortdecai      | Johnny Depp             | 2015           |
| Focus - A látszat csal                       | Garriga                | Rodrigo Santoro         | 2015           |
| Bosszúállók: Ultron kora                     | Thor                   | Chris Hemsworth         | 2015           |
| Blackhat                                     | Nicholas Hathaway      | Chris Hemsworth         | 2015           |
| Csillagok között (Interstellar)              | Joseph Cooper          | Matthew McConaughey     | 2014           |
| Herkules legendája                           | Herkules               | Kellan Lutz             | 2014           |
| A Grand Budapest Hotel                       | A szerző fiatalon      | Jude Law                | 2014           |
| Frank                                        | Frank                  | Michael Fassbender      | 2014           |
| Hajsza a Győzelemért                         | James Hunt             | Chris Hemsworth         | 2013           |
| Thor: Sötét világ                            | Thor                   | Chris Hemsworth         | 2013           |
| A Wall Street farkasa                        | Mark Hanna             | Matthew McConaughey     | 2013           |
| A jogász                                     | A jogász               | Michael Fassbender      | 2013           |
| Riddick                                      | Vaako                  | Karl Urban              | 2013           |
| Éjsötét árnyék                               | Barnabas Collins       | Johnny Depp             | 2012           |
| Hófehér és a vadász                          | The Huntsman           | Chris Hemsworth         | 2012           |
| Magic Mike                                   | Dallas                 | Matthew McConaughey     | 2012           |
| Sherlock Holmes 2. - Árnyjáték               | Watson                 | Jude Law                | 2011           |
| Thor                                         | Thor                   | Chris Hemsworth         | 2011           |
| Rango                                        | Rango                  | Johnny Depp             | 2011           |
| Frászkarika                                  | Peter Vincent          | David Tennant           | 2011           |
| Alice Csodaországban                         | Bolond Kalapos         | Johnny Depp             | 2010           |
| Az utazó                                     | Frank Tupelo           | Johnny Depp             | 2010           |
| Perzsia hercege: Az idő homokja              | Garsiv                 | Toby Kebbell            | 2010           |
| Bérgyilkosék                                 | Spencer Aimes          | Ashton Kutcher          | 2010           |
| A varázslótanonc                             | Drake Stone            | Toby Kebbell            | 2010           |
| Valentin nap                                 | Reed Bennett           | Ashton Kutcher          | 2010           |
| RED                                          | William Cooper         | Karl Urban              | 2010           |
| Sweeney Todd, a Fleet Street démoni borbélya | Sweeney Todd           | Johnny Depp             | 2007           |
| Trópusi Vihar                                | Rick „Pecek” Peck      | Matthew McConaughey     | 2008           |
| Superman visszatér                           | Clark Kent/Superman    | Brandon Routh           | 2006           |
| Trisztán és Izolda                           | Melot                  | Henry Cavill            | 2006           |
| Kisiklottak                                  | LaRoche                | Vincent Cassel          | 2006           |
| Charlie és a csokigyár                       | Willy Wonka            | Johnny Depp             | 2005           |
| Holtak hajnala                               | Andre                  | Mekhi Phifer            | 2004           |
| Hirtelen 30                                  | Matt Flamhaff          | Mark Ruffalo            | 2004           |
| Rochester grófja – Pokoli kéj                | Rochester              | Johnny Depp             | 2004           |
| Retrográd                                    | John Foster százados   | Dolph Lundgren          | 2004           |
| Ocean's Twelve - Eggyel nő a tét             | Önmaga                 | Topher Grace            | 2004           |
| Volt egyszer egy Mexikó                      | Sands                  | Johnny Depp             | 2003           |
| Hideghegy                                    | Bosie                  | Charlie Hunnam          | 2003           |
| Ocean's Eleven - Tripla vagy semmi           | Önmaga                 | Topher Grace            | 2001           |
| Árnyék nélkül                                | Matthew Kensington     | Josh Brolin             | 2000           |
| Pentathlon                                   | Eric Brogar            | Dolph Lundgren          | 1994           |
| Veszett a világ                              | Sailor                 | Nicolas Cage            | 1990           |

## Díjai
- Pécsi Országos Színházi Találkozó A legjobb 30 év alatti férfi színész. (2002)
- Máthé Erzsi-díj (2003)
- Súgó Csiga díj (2003, 2005)
- 35. Magyar Filmszemle: A legjobb mellékszereplő (2004)
- Vastaps-díj – Különdíj (2007)
- Jászai Mari-díj (2012)
- Dunaújváros díszpolgára (2012)
- Magyar Művészetért díj (2013)
- Arany Medál díj (2019)[27]
- Magyar Filmkritikusok Díja – Legjobb férfi epizódszereplő (2020)

## Könyvek
- Péterfy Gergely–Nagy Ervin: Robotmese (2022)
- Péterfy Gergely: Nagy Ervin – A király, a gróf és a tanár (2023)

## Kép és hang
- Asztalizene
- A hős és a csokoládé katona. YouTube
- Kaméleon – előzetes
- "Pucikám". (Peller Annával)
- Mi ez a hang?